# Светозар Андрејевић
Светозар Андрејевић (Пожаревац, 1839 — Крагујевац, 23. март 1900) био је крагујевачки трговац и добротвор. Његова најпознатија задужбина, која је и данас у функцији коју јој је наменио, је Еко парк Илина вода, јавна парковска површина у урбаној зони Крагујевца.

## Биографија
Светозар Андрејевић рођен је у Пожаревцу 1839. године у породици Николе Андрејевића. Његов стриц, Арса Андрејевић, погинуо је 1842. у Крагујевцу, током Вучићеве буне.
Убрзо по Светозаровом рођењу породица се сели у Крагујевац, где су већ следеће године добили млађег сина Андреју. У Крагујевцу је Светозар завршио основну школу, а гимназију у Београду. После гимназије одлази на одслужење војног рока, а после тога настањује се у Горњем Милановцу, где је једно време радио као правник и бринуо се о имању које је његов отац имао у Брусници. Једно време у Милановцу је био и председник општине.
Када му је отац умро вратио се у Крагујевац, где је наследио очево имање, а касније и братовљево. Његов брат Андреја Андрејевић био је један од првих српских архитеката и члан Краљевско српске академије.
Светозар Андрејевић умро је изненада, у Крагујевцу, 23. марта 1900. године, свега три недеље пошто је саставио свој тестамент.

## Задужбине
Својим тестаментом, састављеним 2. марта 1900. године, Андрејевић је своје пољско имање у насељу Илина вода завештао крагујевачким основним грађанским школама „на вечито уживање”, с тим да приступ буде слободан свим грађанима Крагујевца. Своју кућу и дућане у вароши завештао је, после женине смрти или преудаје, граду, с тим да се ова имовина употреби за оснивање дома за сиротињу и напуштену децу Крагујевца.
По његовој жељи, његова удовица Милева уписала га је као добротвора:
- Крагујевачке гимназије са 600 (тадашњих) динара, уз колекцију уметничких слика,
- Дома за глуво-неме са 400 динара,
- Више женске школе у Крагујевцу са 100 динара.

Богату библиотеку свог супруга и његовог брата Андреја Андрејевића предала је Великој школи у Београду.